# Eelco Eikenaar
Eelco Eikenaar (Groningen, 17 april 1979) is een Nederlands politicus en bestuurder. Hij is lid van de SP. Sinds 29 juni 2022 is hij wethouder van Groningen.

## Biografie
Eikenaar is een geboren en getogen Stadjer. Hij studeerde geschiedenis in Groningen, wat hij niet heeft afgemaakt. In 2002 werd hij lid van de Socialistische Partij (SP) en actief bij ROOD (de jongerenpartij van de SP) en het afdelingsbestuur van Groningen.
Van 2006 tot januari 2013 was Eikenaar gemeenteraadslid van Groningen, waarvan vanaf 2008 SP-fractievoorzitter. Deze functies gaf hij in januari 2013 op om naar Den Haag te verhuizen wegens zijn werkzaamheden in de SP-Tweede Kamerfractie. In april 2015 kwam hij terug naar Groningen, omdat hij gedeputeerde van gaswinning, leefbaarheid, wonen, welzijn & zorg en arbeidsmarkt & onderwijs werd in de provincie Groningen.
Van 2020 tot 2022 was Eikenaar medewerker public affairs bij het Koninklijk Nederlands Genootschap voor Fysiotherapie (KNGF). Op 29 juni 2022 werd hij wethouder van wijken, zorg en inkomen voor de SP in Groningen. Later kreeg hij sociale wijkvernieuwing, huishoudelijke hulp, armoede, inkomen & schulden, accommodatiebeleid en wijkwethouder West in zijn portefeuille.
Eikenaar trouwde en kreeg twee kinderen. Na omzwervingen in Lewenborg, de Tuinwijk, de Oosterparkwijk en de Indische buurt, kwam hij in Haren terecht. Hij werd supporter van FC Groningen.